# منطقه حفاظت‌شده آق‌داغ
منطقهٔ حفاظت‌شدهٔ آق‌داغ یک منطقهٔ حفاظت‌شده با مساحت ۹۳۷۲۴ هکتار است که در استان اردبیل در ایران قرار دارد. این منطقهٔ حفاظت‌شده طبق مصوبهٔ شمارهٔ ۷۵۲ در تاریخ ۹۷/۰۹/۱۰ در فهرست مناطق تحت حفاظت سازمان محیط زیست ایران قرار گرفت.
این منطقه در جنوب شرقی شهرستان خلخال (در جنوب استان اردبیل، روستای لرد بخش شاهرود خلخال) واقع شده است. از طریق جاده ارتباطی، حدود ۳۴ کیلومتر از شهر خلخال و ۵ کیلومتر از جاده خلخال – هشتجین فاصله دارد. وسعت آن حدود ۶۴ هزار هکتار از کوهستان آق داغ را در بر می‌گیرد. دامنه ارتفاع منطقه از۶۰۰ متر در ساحل رودخانه قزل اوزن تا۳۳۲۲ متر در قله کوهستان آق داغ، متغیراست و از این جهت، این منطقه از سه نوع آب و هوای گرم، معتدل و سرد برخوردار می‌باشد.
این محدوده در سال ۱۳۷۸ با عنوان منطقه شکار ممنوع آق داغ به تصویب رسید و در سال ۱۳۷۹ محدوده‌ای با مساحت ۴۳۲۲ هکتار در جنوب منطقه شکار ممنوع مذکور با عنوان منطقه حفاظت شده جنگلی تحت مدیریت اداره کل حفاظت محیط زیست استان اردبیل قرار گرفت.

## پوشش گیاهی
به‌طور کلی عوامل آب و هوایی، توپوگرافی و خاک در تشکیل گونه‌های گیاهی متراکم و متنوع نقش اساسی دارند. در گستره این منطقه، سه تیپ مراتع ییلاقی، مراتع قشلاقی و جنگلی را می‌توان یافت. در منطقه آق داغ گونه‌های گیاهی شامل: گونه‌های درختی و درختچه ای: شیرخشت، قره آغاج، قره میخ، قره تیکان، چالی، چاکلانقوش، آلوچه، ارس، عناب، ازگیل، چبتنه، بید، دوشان آلماسی، گز، قیچ، گلابی، ککم، مو، خیار، سنجد، شیلان، آلی، زرشک، سیاه کوتی، یمیشان، سیاه تلو، سیاه ولیک، بلوط، داغداغان، آردوج، زبان گنجشک. گونه‌های مرتع شامل: چجم، شبدر، خشخاش، علف پشمکی، یملک، سیرکوهی، شیرسگ، گاو زبان، زرد پیاز، انواع یونجه، فستوک گوسفندی، آویشن، انواع گون، درمنه، کلاه میرحسین، چوبک، گزنه، چاودار، سبزواش، جو، علف گندمی، پنجک، دانه قناری، پونه، تره تیزک، کاکوتی، خاکشیر، اسپرس، تشکر، میخک، بومادران، بابونه، جارو، بولاق اوتی، شاطرا، اسپند، دم روباه، یولاف، ریواس، تره وحشی (آلوسا)، کنگر، چممک (شبیه شوید)، چریش، مرزه، ثعلب، نوروزگلی، بنفشه، گلپر.

## حیات وحش
این منطقه دارای اکوسیستمی کوهستانی با وسعت زیاد و آب و هوای متنوع و وجود عوارض طبیعی زیاد باعث تنوع جانوری و زیستی مناسبی می‌باشد. گونه حیوانات شامل:پلنگ، کل و بز، پازن، آهوی گواتر دار ایرانی انواع سمور (جنگلی، سنگی، آبی)، تشی، رودک، سیاه گوش، جوجه تیغی، گرگ، روباه معمولی، راسو، گراز، شغال، گربه جنگلی، خرگوش، خرس قهوه ای،
از مهم‌ترین گونه‌های پرندگان بومی شامل:عقاب طلایی، عقاب جنگلی، طرلان، پیغو، قرقی، کرکس، دال سیاه، بحری، لیل، دلیجه، دلیجه کوچک، جغد جنگلی و کوچک، سبزقبا، زنبورخوار، دارکوب، هدهد، انواع چلچله، انواع چکاوک، پرستو، بلدرچین، کبک معمولی، کبک چیل، کبک دری، سنقر گندم زار و انواع زاغ.
خزندگان شاخص منطقه شامل:مارها (زنگی، آتشی، افعی، گرزه مار، یله مار، مار پلنگی)، سوسمارها و مارمولک‌ها و لاک‌پشت‌ها و به ویژه لاک‌پشت مهمیزدار اشاره نمود.